# Molpàdides
Els molpàdides (Molpadida) són un ordre d'equinoderms holoturioïdeus. Tenen els tentacles simples i posseeixen arbres respiratoris. L'anell calcari no té projeccions posteriors. El cos és en general tou i flexible. La majoria de les espècies viuen en aigües poc profundes, però una família és exclusiva d'aigües profundes.

## Taxonomia
Es coneixen 104 espècies en 11 gèneres i 3 famílies:
- Família Caudinidae Heding, 1931
- Família Eupyrgidae Semper, 1867
- Família Molpadiidae J. Müller, 1850